# Karakelong
Karakelong (indonez. Pulau Karakelong) – wyspa w Indonezji na Oceanie Spokojnym, największa z wysp Talaud; powierzchnia 845,6 km²; długość linii brzegowej 182,7 km.
Powierzchnia wyżynna (wys. do 680 m n.p.m.); uprawa palmy kokosowej, sagowca, muszkatołowca; pozyskiwanie drewna (rattan i drewno tekowe); rybołówstwo; główne miejscowości: Beo, Rainis.
Na Karakelong występuje wiele rzadkich gatunków ptaków, w tym endemiczna papuga Eos histrio.